# Примат из Сен-Дени

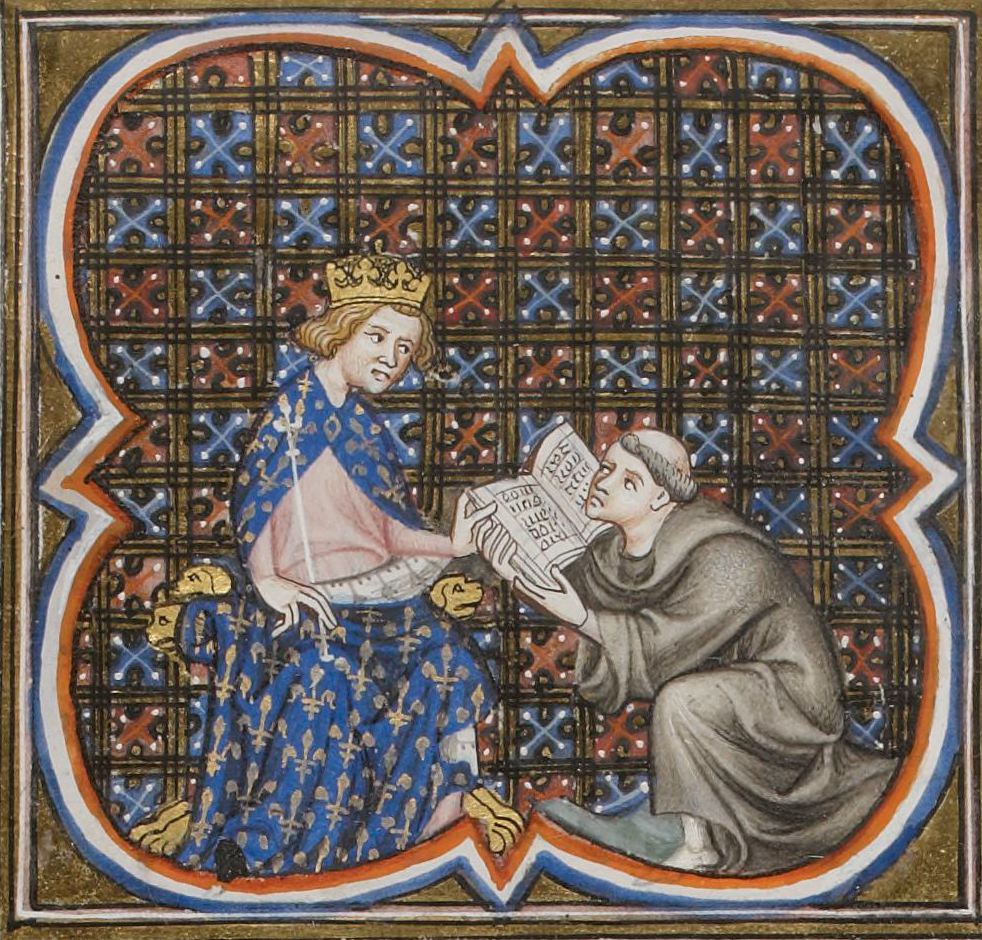
Примат, преподносящий рукопись своего «Романа королей» Филиппу Cмелому. Миниатюра рукописи «Больших французских хроник» (BnF, MS fr. 2813), 1375—1380 гг.

Примат из Сен-Дени (фр. Primat de Saint-Denis, лат. Primatus Sancti Dionysii monachus; ум. около 1285) — французский хронист, монах-бенедиктинец из аббатства Сен-Дени, автор старофранцузского «Романа королей» (фр. Roman des rois), один из составителей «Больших французских хроник» (фр. Grandes Chroniques de France).

## Биография

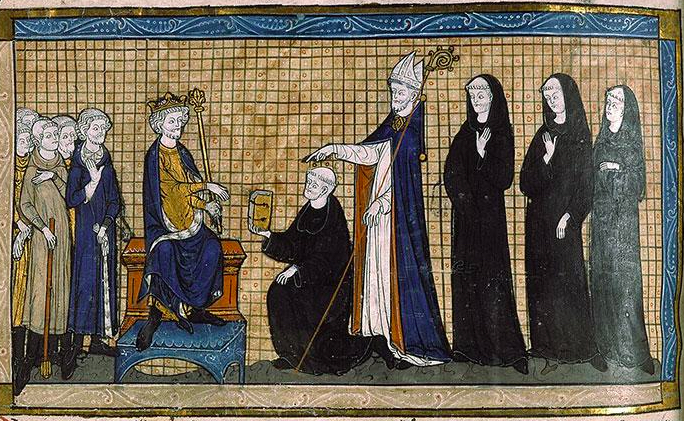
Примат и аббат Матфей, преподносящие рукопись «Романа королей» Филиппу Cмелому. Миниатюра презентационной рукописи этого сочинения из парижской библиотеки Святой Женевьевы (MS 0782), 1274 г.

О его жизни почти ничего не известно. Учитывая редкость подобного имени, его можно отождествить с неким Робером Приматом (фр. Robert Primat), подписавшим в 1270 году в качестве свидетеля хартию из архива Сен-Дени. Предполагается также, что он постригся лишь в зрелом возрасте и имел жену, которая, согласно другим монастырским документам, получала между 1284 и 1297 годами от аббатства за переводы мужа ежегодный пенсион в размере 50 су. Не установлено, когда он расстался со своей супругой, чтобы принять монашеский сан, но ясно, что последняя его пережила.
Долгое время его считали лишь простым писцом или переводчиком, и лишь исследователи XX столетия, в первую очередь медиевист-источниковед Бернар Гене, достоверно установили, что он являлся не только автором собственной латинской хроники, но и одним из важнейших представителей историографической школы Сен-Дени, стоявшим у истоков официального свода «Больших французских хроник».
То, что хроника Примата внезапно обрывается на сообщениях 1277 года, середине правления Филиппа III Смелого, заставляет предполагать, что он умер спустя непродолжительное время, не позже 1285 года.

## Сочинения

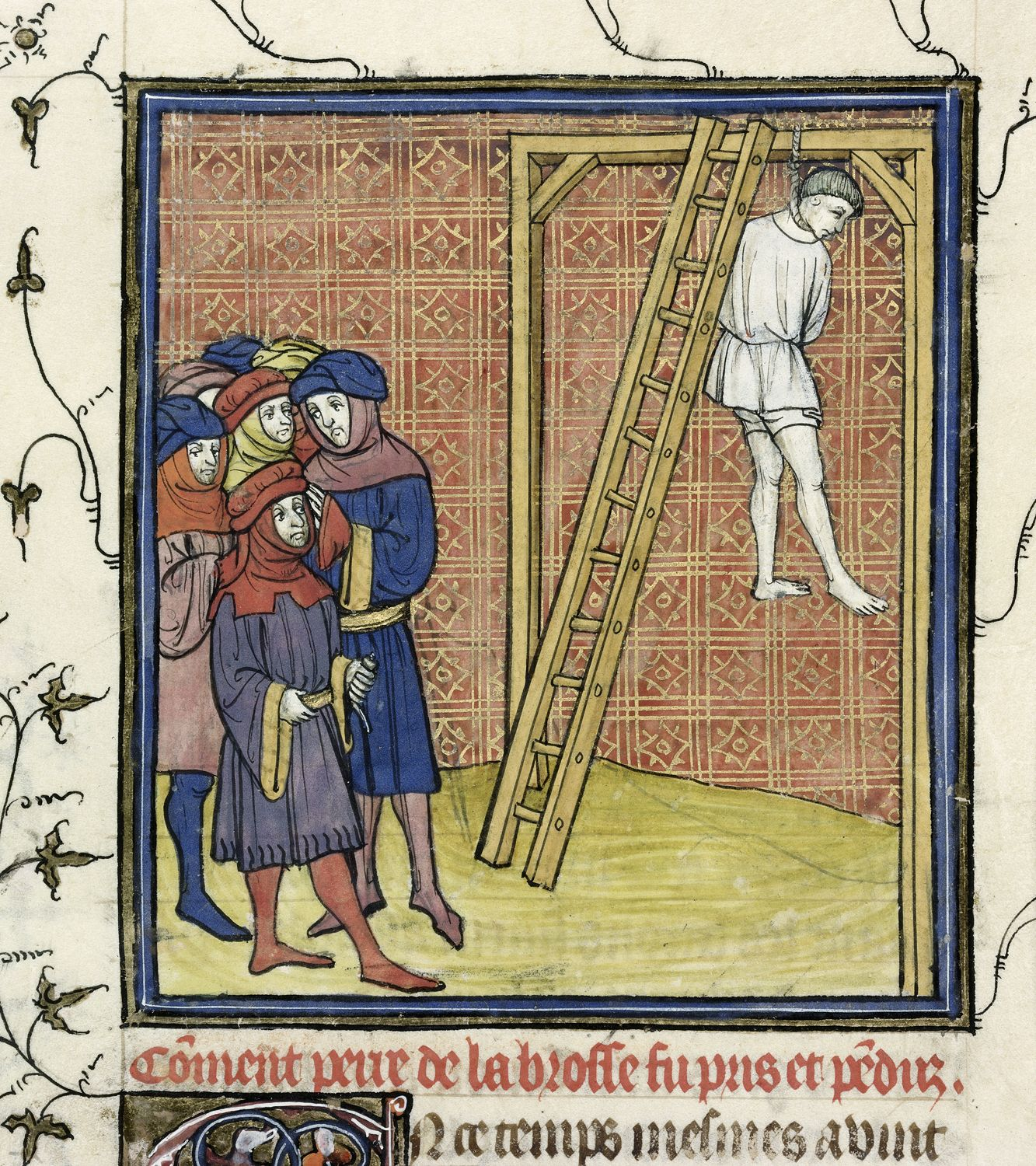
Казнь Пьера де Ла Бросса. Миниатюра рукописи «Больших французских хроник» из Британской библиотеки (MS 20 C vii), 1380 г.

### Латинская хроника
Перу Примата принадлежат две хроники, составленные в аббатстве Сен-Дени в интересах и по заказу правящей династии Капетингов: одна на латыни, другая на старофранцузском языке. Латинская хроника охватывала события 1248—1277 годов и являлась продолжением несохранившегося сочинения Гилона Реймского, излагавшего историю страны со времён Фарамонда до 1250 года. Наибольшую ценность представляли в ней разделы о деяниях Людовика IX Святого, что делает её одним из важнейших источников по истории его правления.
Оригинал её утерян был ещё в старину, известны лишь выдержки в сочинениях позднейших хронистов, а также полный французский перевод, выполненный около 1335 года Жаном де Винье для королевы Жанны Бургундской и сохранившийся в единственном манускрипте из Королевского собрания рукописей Британской библиотеки в Лондоне (Bibl. Reg. MS 19 D.i.). Де Винье переводил труд Примата в качестве дополнения к своему переводу «Зерцала исторического» (лат. Speculum historiale) Винсента из Бове (ум. 1264), однако не сохранилось ни одной рукописи, где бы соседствовали оба этих сочинения.
Жан де Винье утверждал, что хроника Примата доведена была до 1285 года, однако анализ сочинений заимствовавших из неё целые фрагменты текста других летописцев, в частности, хроники Бодуэна Авенского (1281) и «Жизни Людовика IX» (лат. Vita Ludovici IX) и «Деяний Филиппа III Смелого» (лат. Gesta Philippi III) Гийома де Нанжи, показывает, что он, возможно, остановился на событиях 1277 года. В начале XX века историк-источниковед Огюст Молинье предположил, что первоначально хроника заканчивалась описанием казни в 1278 году фаворита Филиппа III Пьера де Ла Бросса.
По мнению американского медиевиста профессора Университета Джонса Хопкинса (Балтимор, штат Мэриленд) Габриэль М. Шпигель, первая редакция произведения Примата, относившаяся ко временам Людовика IX, появилась в год смерти последнего (1270), завершить же историю правления его сына Филиппа III Смелого хронист не успел, около 1277 года уйдя из жизни сам. Вторая редакция, охватывающая события до 1280 года, принадлежала, таким образом, уже его продолжателю, третья же, по словам Шпигеля, доведённая до 1285-го, была уже составлена после 1307 года на основании «Хроники» де Нанжи.
Помимо сочинений Гийома де Нанжи, латинская хроника Примата стала источником для первого продолжения «Больших французских хроник», где большая часть её старофранцузского текста приводится дословно.

### Старофранцузская хроника
Около 1250 года, по заказу отправившегося в крестовый поход короля Людовика IX и под руководством настоятеля Сен-Дени Матфея Вандомского, Примат приступил к переводу на старофранцузский язык латинского рукописного сборника из библиотеки этого аббатства, сохранившегося в собрании Национальной библиотеки Франции под шифром MS lat. 5925. Он включает в себя тексты «Книги истории франков» (лат. Liber historiae Francorum), датированной примерно 737 годом, «Деяний Дагоберта, короля франков» (лат. Gesta Dagoberti, regis Francorum, написанных около 830 года, «Жизни Карла Великого» (лат. Vita Karoli Magni) и «Анналов» Эйнхарда (первая треть IX в.), «Жизни императора Людовика Благочестивого» Астронома (840), «Истории франков» (лат. Historia Francorum) Эмуана из Флёри (нач. XI в.) с анонимным продолжением до 1165 года, «Деяний герцогов Нормандии» (лат. Gesta Normannorum Ducum) Гийома Жюмьежского с дополнениями (конец XI в.), «Жизни Сигиберта III» (лат. Vita Sigeberti III) и всемирной хроники (лат. Chronicon sive Chronographia) Сигеберта из Жамблу (нач. XII в.), «Истории Карла Великого» (лат. Historia Caroli Magni) Псевдо-Турпина (вторая четверть XII в.), «Деяний современных королей франков» (лат. Historia nova Francorum) Гугона из Флёри (1120-е гг.), «Жизни Людовика Толстого» (лат. Vita Ludovici Grossi) аббата Сугерия (1143), а также «Деяний Филиппа Августа, короля франков» (лат. Gesta Philippi Augusti Francorum Regis) Ригора из Сен-Дени и Гийома Бретонского (1208—1224).
Составленная им в итоге хроника, дополненная сведениями ряда других источников, в частности, «Истории священной войны» Гийома Тирского, получила название «Романа королей» (фр. Roman des rois) и в 1274 году была торжественно преподнесена сыну Людовика — Филиппу III Смелому (1270—1285). Принято считать, что оригинальным презентационным экземпляром хроники Примата является иллюстрированный 34 миниатюрами кодекс из парижской Библиотеки Святой Женевьевы (MS 0782), в XIV столетии принадлежавший королю Карлу V Мудрому, сделавшему к нему дополнения. Помимо этого, известны три более поздних копии: конца XIII века из Британской библиотеки (Add. MS 38128), начала XIV века Королевской библиотеки Бельгии (MS 4), а также 1330-х годов из частного швейцарского собрания.
«Роман королей» Примата имеет главной целью продемонстрировать политическую преемственность королевской власти во Франции. Пуская в оборот генеалогическую легенду о троянских корнях французской монархии, Примат охватывает события времён Меровингов, Каролингов и Капетингов вплоть до 1223 года, конца правления Филиппа Августа. Предполагается, что с начала XI века, когда написана была хроника Эмуана, внимание Примата сосредотачивается, главным образом, на французских делах, а не иностранных, со времён же Людовика Толстого и его ближайших преемников, он старается опираться на сочинения современных им авторов.
Историографическая традиция родной обители Примата, заложенная ещё аббатом Сугерием, обладает в его глазах непререкаемым авторитетом. «Эта история, — пишет он, — будет описана в соответствии с хрониками аббатства Сен-Дени во Франции, где записана история и деяния всех королей, потому что именно там следует брать и черпать подлинную историю. А если в хрониках других церквей найдется что-нибудь достойное внимания, это можно будет добавить, придерживаясь чистой правды». Вместе с тем, отмечая, что Божественное покровительство всегда сопутствовало французским монархам, Примат решительно отвергает попытки своих предшественников, аббата Сугерия и Ригора из Сен-Дени, объяснять их действия вмешательством Бога или дьявола, стараясь вскрыть естественные их причины.
Несмотря на компилятивный характер своей работы, Примат не всегда ограничивается буквальным изложением своих источников, иногда внося в них изменения. Так, переводя вышеназванного Эмуана, он отказывается от обсуждения исторических персонажей и даёт лишь краткое описание страны. При этом, описывая Галлию Бельгику времён Меровингов, он опускает древние названия её городов, заменяя их привычными ему средневековыми названиями, а порой и вовсе дополняет их список новыми топонимами, фактически накладывая на позднеантичную географию Галлии современную ему географию церковных провинций.
Идеологическую концепцию и литературный стиль труда Примата целесообразно сравнить с анонимной хроникой, составленной несколькими десятилетиями ранее, около 1237 года, в парижском аббатстве Сен-Жермен-де-Пре и сохранившейся в двух рукописях из Ватиканской апостольской библиотеки (MS Reg. lat. 624) и Музея Конде в Шантийи (MS 869). Которая представляет собой более раннюю попытку составления общенационального свода исторических хроник на старофранцузском языке, менее официозного, но явно уступающего труду Примата в силу заметного превалирования риторики над фактологией.
Старофранцузская хроника Примата стала самой ранней версией официальных «Хроник Сен-Дени», заложившей основу государственной историографии Французского королевства, и впоследствии использовалась во многих исторических трудах вплоть до эпохи Возрождения.
Комментированное научное издание её было выпущено в 1836 году в Париже филологом-медиевистом Парисом Поленом в первом томе «Больших французских хроник», а в 1840 году там же опубликовано историком-архивистом Наталисом де Вайли, палеографом-источниковедом Леопольдом Виктором Делилем и философом Шарлем Журденом в 23 томе «Собрания историков Галлии и Франции» (фр. Recueil des historiens des Gaules et de la France). В 1894 году вышло второе издание последней публикации, а в 1932 году Жюлем Мари Эдуардом Виаром подготовлена была новая публикация в VII томе заново отредактированного им издания «Больших французских хроник».

## Издания
- Les Grandes chroniques de France. Publiées par Paulin Paris. — Tome I. — Paris: Joseph Techener, 1836. — xxxv, 384 p.
- Chronique de Primat, traduite par Jean du Vignay // Recueil des historiens des Gaules et de la France. Publiées par Natalis de Wailly, Léopold Victor Delisle et Charles Jourdain. — Tome XXIII. — Paris: H. Welter, 1840. — pp. 1–106.
- Primat. Roman des Roys // Les Grandes chroniques de France (première partie des Chroniques), éditée par Jules Marie Édouard Viard. — Tome VII. — Paris: Champion, 1932. — xix, 296 p.
- Les Grandes chroniques de France, traduction et présentation par Nathalie Desgrugillers du manuscrit BNF n° 2813. — Clermont-Ferrand: Paleo, 2013. — 213 p. — (Sources de l'histoire de France). — ISBN 978-2-84909-903-2.